# Katzwich
Katzwich ist ein Gemeindeteil der Stadt Ludwigsstadt im Landkreis Kronach (Oberfranken, Bayern).

## Geographie
Die Einöde liegt an einem linken Zufluss der Taugwitz. Ein Anliegerweg führt nach Ebersdorf (0,5 km südöstlich).

## Geschichte
Katzwich wurde 1770 gegründet und war ursprünglich eine Löffel- und Röhrenfabrik mit einem dazugehörenden Wohnhaus und drei Tropfhäusern. Der Ort gehörte zur Realgemeinde Ebersdorf. Das Hochgericht übte das bayreuthische Amt Lauenstein aus. Die Grundherrschaft über das Anwesen hatte das Kastenamt Lauenstein.
Von 1797 bis 1808 unterstand der Ort dem Justiz- und Kammeramt Lauenstein. Mit dem Ersten Gemeindeedikt wurde Katzwich dem 1808 gebildeten Steuerdistrikt Lauenstein und der 1818 gebildeten Ruralgemeinde Ebersdorf zugewiesen. Am 1. Januar 1977 wurde Katzwich im Zuge der Gebietsreform in Bayern in Ludwigsstadt eingegliedert.

### Einwohnerentwicklung
| Jahr      | 001818 | 001861 | 001871 | 001885 | 001900 | 001925 | 001950 | 001961 | 001970 | 001987 |
| Einwohner | *      | 24     | 27     | 27     | 24     | 18     | 20     | 12     | 10     | 5      |
| Häuser    | *      |        |        | 4      | 5      | 3      | 3      | 2      |        | 2      |
| Quelle    | [ 5 ]  | [ 7 ]  | [ 8 ]  | [ 9 ]  | [ 10 ] | [ 11 ] | [ 12 ] | [ 13 ] | [ 14 ] | [ 1 ]  |

## Religion
Der Ort ist evangelisch-lutherisch geprägt und nach St. Maria Magdalena (Ebersdorf) gepfarrt. Diese war ursprünglich eine Filialkirche von St. Nikolaus (Lauenstein).